# یواس‌اس گول (ای‌ام‌اس-۱۶)
یواس‌اس گول (ای‌ام‌اس-۱۶) (به انگلیسی: USS Gull (AMS-16)) یک کشتی بود که طول آن ۱۳۶ فوت (۴۱ متر) بود. این کشتی در سال ۱۹۴۳ میلادی ساخته شد.